# 金管五重奏

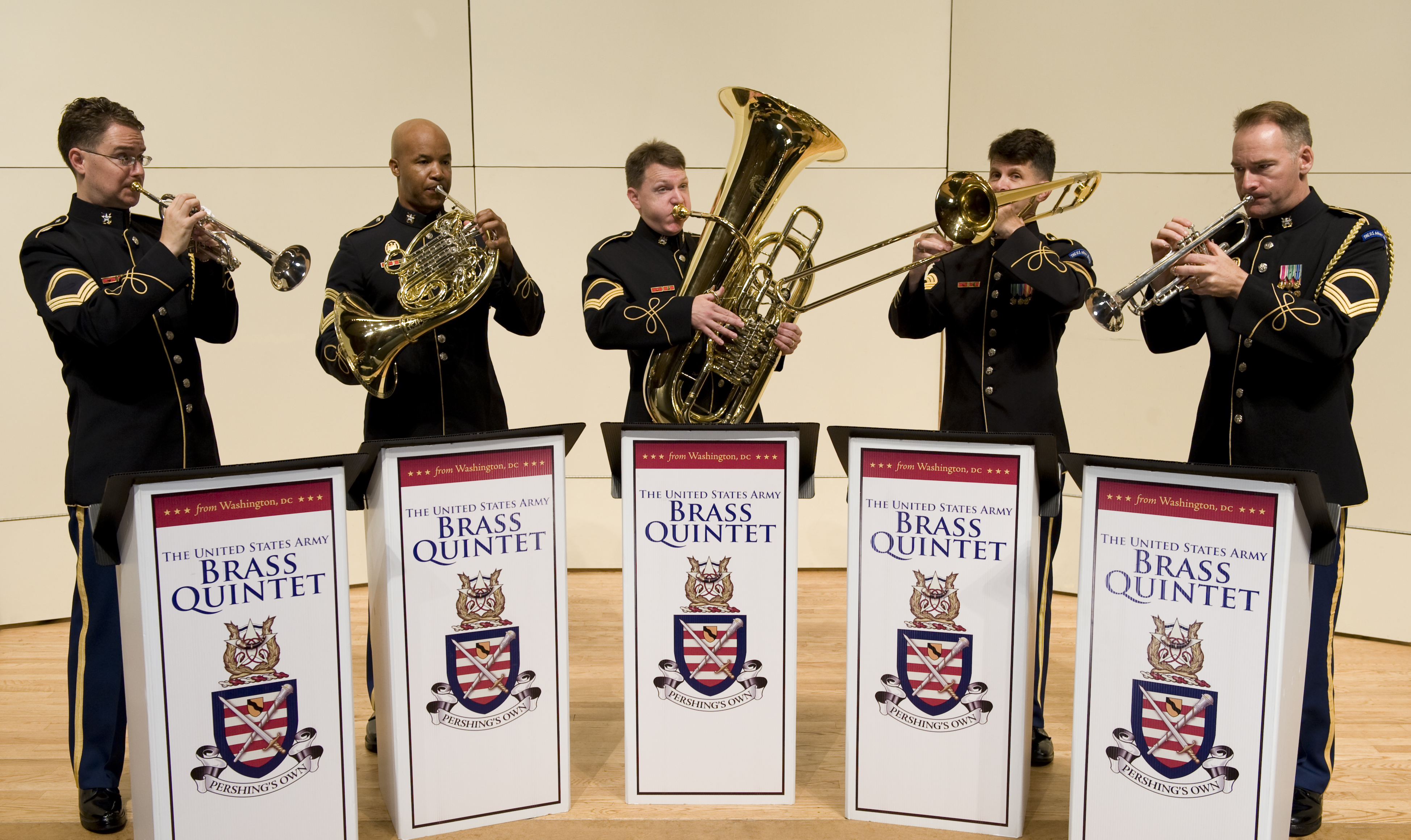
アメリカ陸軍ブラスクインテット。

金管五重奏（きんかんごじゅうそう、英: Brass Quintet）は、金管楽器によるアンサンブルの形態の一種である。

## 編成
普通言われるアメリカ式は2本のトランペットと、フレンチホルン、トロンボーン、チューバの編成が標準とされる。
ただし、トランペットはピッコロトランペット、コルネット、フリューゲルホルンなどの持ち替えがある場合もあるほか、トロンボーンの代わりにユーフォニアムが、チューバの代わりにバストロンボーンが使われることもあるなど、様々な形態がとられる。金管五重奏は、金管楽器による重奏の形態としては金管十重奏とならんで最も普及した編成である。
また別に伝統的なドイツ式の編成があり、これは2本のトランペットと3本のトロンボーンからなる。

## 主な金管五重奏のための作品
- エヴァルド - 4曲の金管五重奏曲（本来は「コルネット・ファミリー」の金管楽器の五重奏のために書かれた[1]）
- ボザ - ソナチネ
- アーノルド - 金管五重奏曲
- ドッジソン（英語版） - 金管五重奏のためのソナタ
- ホロヴィッツ - ミュージック・ホール組曲
- レナード・バーンスタイン - 舞踊組曲（金管五重奏と打楽器のための）
- ヒンデミット - 朝の音楽
- プレヴィン - 4つの野外音楽

## 主な金管五重奏団
- アメリカン・ブラス・クインテット（英語版）
- アート・オブ・ブラス・ウィーン
- 上野の森ブラス
- エンパイア・ブラス
- カナディアン・ブラス
- ゴマラン・ブラス・クインテット（イタリア語版）
- ストックホルム・チェンバー・ブラス
- ズーラシアンブラス